# Secure Digital

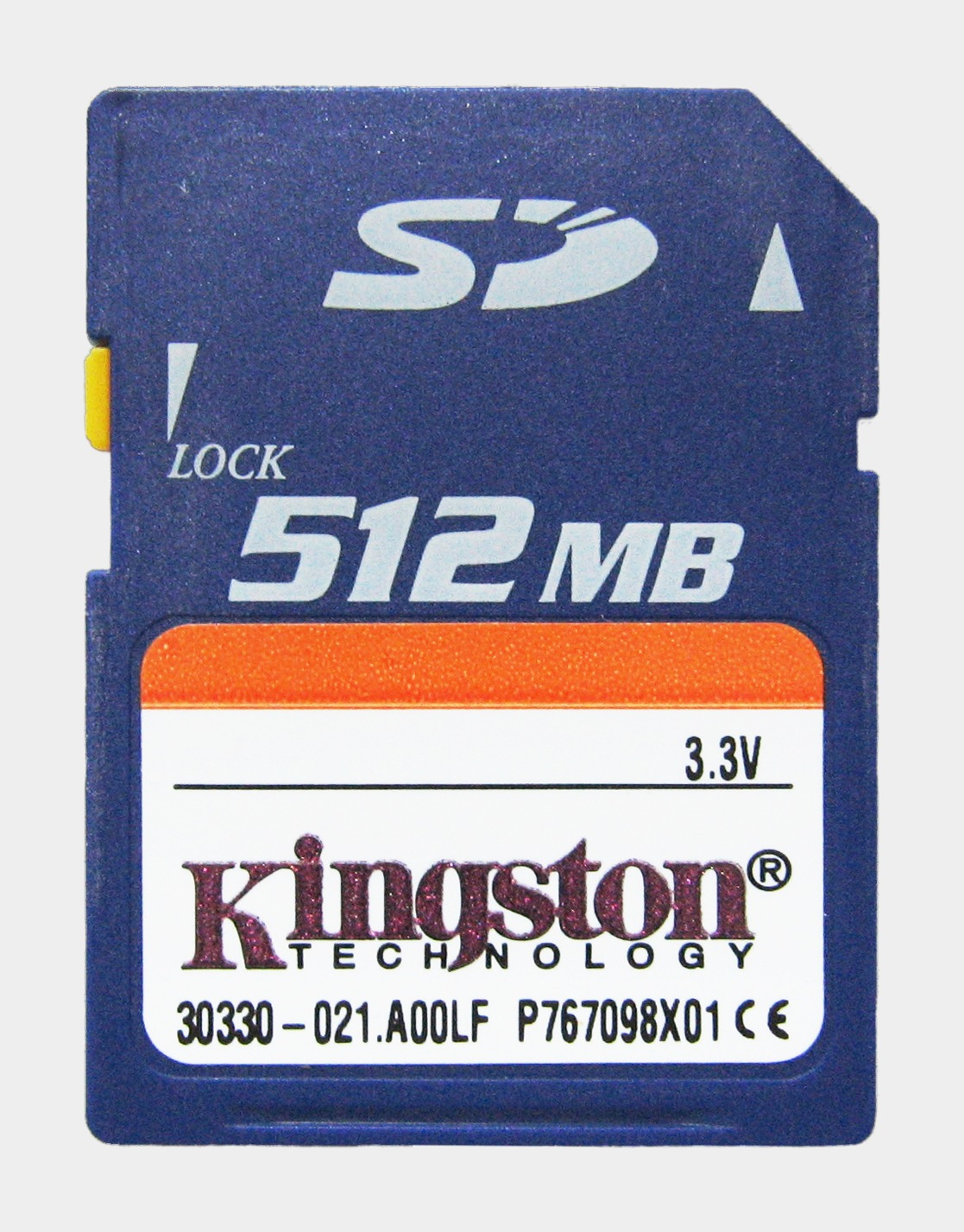
512MB SD kort

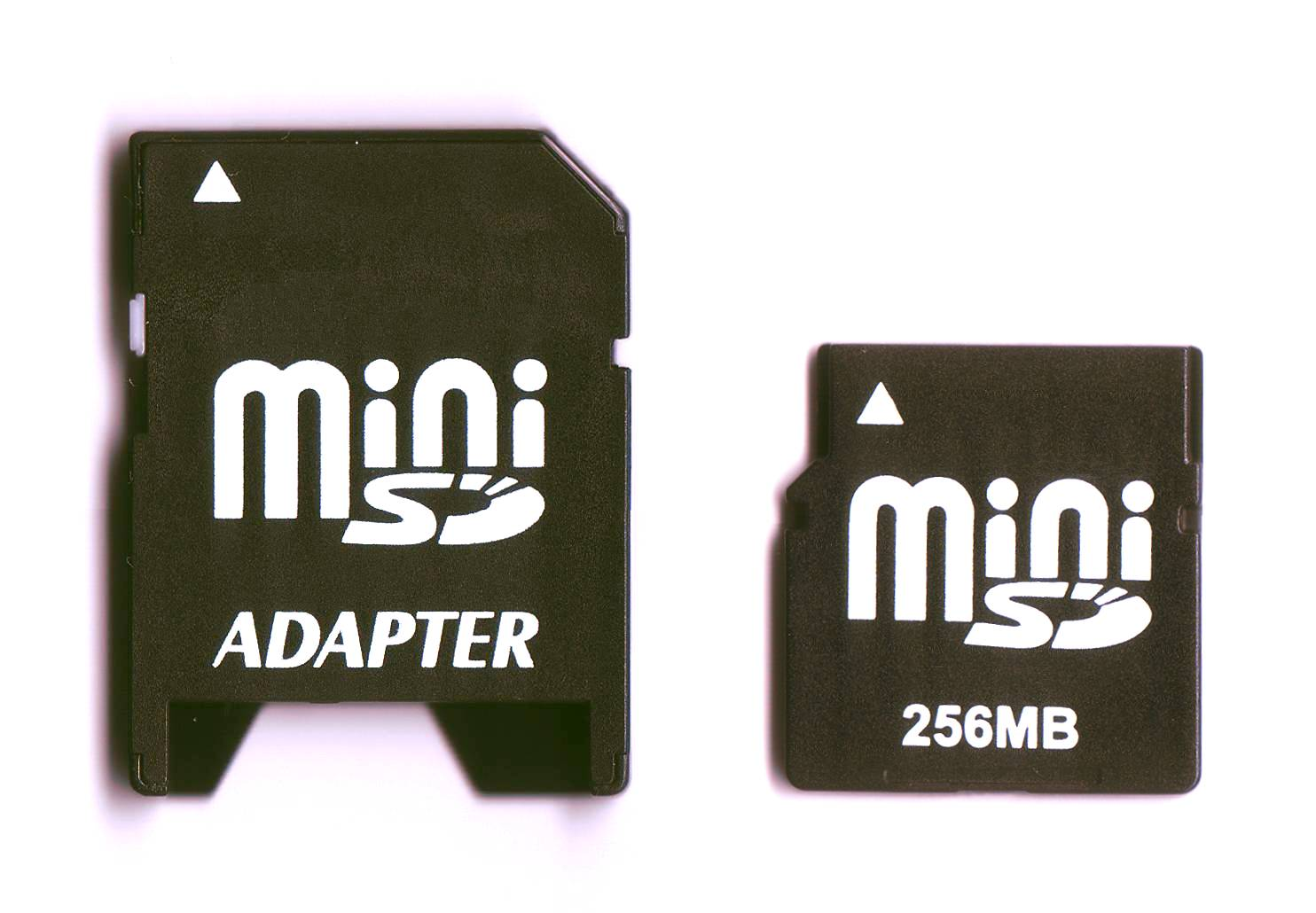
miniSD med adapter

Secure Digital (SD) är en typ av digitalt minne som ofta används i digitalkameror. Lagringskapaciteten är ≤4 GByte för standard-SD, SDHC 4-32 GByte, SDXC 32-2048 GByte. Stöd för CPRM finns, vilket ska skydda material från etablerade medieföretag från konsumenter men som ytterst sällan används.
Det finns flera typer som fungerar likadant men har olika fysisk storlek.
- SD-kort: ursprungliga modellen.
- miniSD: halva storleken
- microSD: en fjärdedel av storleken

## Specifikationer
|                    | SD-kort     | miniSD-kort | microSD-kort |
| ------------------ | ----------- | ----------- | ------------ |
| Bredd              | 24 mm       | 20 mm       | 11 mm        |
| Längd              | 32 mm       | 21,5 mm     | 15 mm        |
| Tjocklek           | 2,1 mm      | 1,4 mm      | 1 mm         |
| Volym              | 1,596 mm3   | 589 mm3     | 165 mm3      |
| Vikt               | cirka 2 g   | cirka 1 g   |              |
| Driftspänning      | 2,7 – 3,6 V | 2,7 – 3,6 V |              |
| Skrivskyddsbrytare | ja          | nej         | nej          |
| Värmevakt          | ja          | nej         |              |
| Antal kontaktbleck | 9           | 11          | 8            |

## Överföringshastighet
Överföringshastighet för kortminnen beräknas på samma sätt som för CD-ROM, i multiplar av 150 kB/s (1x = 150 kB/s), standardhastighet för CD-ROM. Standardkortminnen har hastigheten 6x (900 kB/s), high-speed-kort har hastigheter typ 66x (10 MB/s) och high-end-kort 200x eller mer. Här ska noteras att läs- och skrivhastigheten för ett kort inte behöver vara lika; oftast är läshastigheten högre. 
Specifikation SD 1.01 tillåter en maximal överföringshastighet på 66x. Hastigheter upp till 200x definieras i specifikation SD 2.0. 
Här exempel på vanliga korttyper med deras maximala överföringshastighet: 
| beteckning | hastighet (MB/s) |
| ---------- | ---------------- |
| 6x         | 0,9              |
| 32x        | 4,8              |
| 40x        | 6,0              |
| 66x        | 10,0             |
| 100x       | 15,0             |
| 133x       | 20,0             |
| 150x       | 22,5             |
| 200x       | 30,0             |
| 266x       | 40,0             |
| 300x       | 45,0             |

## Utökad lagringskapacitet
| Class 4 SDHC-kort med 8 GB minne. |  | Class 10 SDXC-kort med 64 GB minne. |
| Class 4 SDHC-kort med 8 GB minne. |  | Class 10 SDXC-kort med 64 GB minne. |

Senare har det tillkommit kort i alla tre ovanstående fysiska layouter, men med lagringskapacitet överstigande 4 GB. Dessa kort kan bara användas i apparater som uttryckligen stöder respektive utökat format. 

### SDHC
Ett nyare SD-format, SDHC (Secure Digital High Capacity) tillåter kapaciteter högre än 4 GB (upp till 32 GB). SDHC använder samma formfaktor som SD, men SD 2.0-standard i SDHC använder en annan minnesadresseringsmetod. Ett 4 GB SDHC-kort fungerar endast med SDHC-kompatibla enheter; SDHC-logotypen ska säkerställa kompatibilitet. SDHC-kortläsare och andra enheter sägs vara bakåtkompatibla med SD-kort. SDHC använder filformat FAT32, till skillnad från de ursprungliga kortens FAT, File Allocation Table, vilket ursprungligen var det enda formatet i MS-DOS och Microsoft Windows. 
SDHC indelas i olika klasser efter överföringshastighet, definierade av SD Association, vilka specificerar minimum skrivhastighet för SDHC-kort. 
- Class 2:   2 MB/s   (13x)
- Class 4:   4 MB/s   (26x)
- Class 6:   6 MB/s   (40x)
- Class 10:   10 MB/s   (66x)

2012 finns SD-kort med upp till 95 MB/s i överföringshastighet.

### SDXC

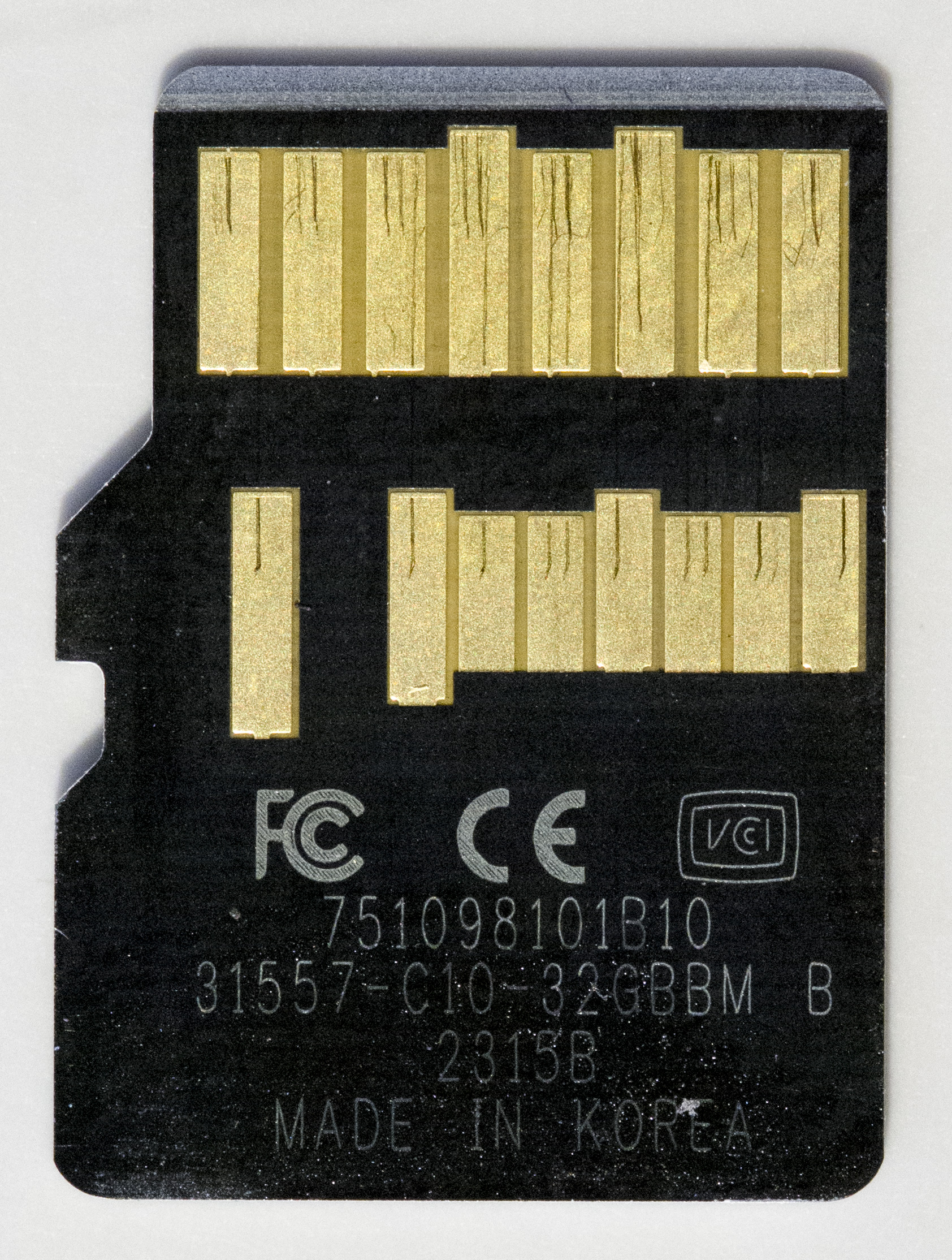
UHS-II microSD

Secure Digital Extended Capacity (SDXC) presenterades på Consumer Electronics Show 2009. Maximal kapacitet för SDXC är 2 TB. Ett SDHC-kort har egentligen samma kapacitet i sin lagringsstruktur, men detta har godtyckligt begränsats till 32 GB i specifikationen SD 2.0. 
Maximal överföringshastighet för SDXC uppgavs till 104 MB/s (UHS-I), men har ökat till 312 MB/s (UHS-II) samt 624 MB/s (UHS-III). För UHS-II och UHS-III måste kortläsaren kunna läsa av en extra rad kontaktstift på korten (se bild till höger) för att uppnå de högre hastigheterna. Kommersiellt utvecklade apparater med stöd för SDXC-kort använder oftast Microsofts egna proprietära och patenterade exFAT lagringssystem.